# 草刈重継
草苅 重継（くさかり しげつぐ）は、戦国時代から江戸時代初期にかけての武将。毛利氏、小早川氏の家臣。美作国の国人。草苅衡継の子。美作高山城（矢筈城）主。

## 生涯
弘治4年/永禄元年（1558年）、美作国の国人・草苅衡継の次男として誕生。通称は次郎、後に太郎左衛門尉。
草苅氏は毛利氏に与していたが、天正7年（1579年）6月に兄・景継が織田氏へ内通した責任を取り切腹。毛利氏重臣の小早川隆景の斡旋で重継が草苅氏の当主となり、以後は毛利氏に仕えた。
天正10年（1582年）、毛利氏と羽柴秀吉（後の豊臣秀吉）による備中高松城の戦いの和睦交渉で美作が割譲されたことにより同国を退去、毛利輝元から勘忍料として備後国に代替地を与えられ居を移す。天正11年（1583年）、備前国の宇喜多氏に与する川端家長を打ち破り撤退させている。
主家である毛利氏が豊臣氏に従うと、小早川隆景に仕える。天正13年（1585年）の四国攻めの恩賞として、隆景が秀吉から伊予国を与えられると伊予白実城の城将となり、翌天正14年（1586年）からの九州平定における功績で筑前国を領した際には、筑前宝満城に配された。
また、この頃に宗像氏貞の次女を娶ったことにより、後年の朝鮮出兵の戦功で秀吉から宗像氏の名跡を与えられた。このため、宗像氏の相伝文書は草苅氏に伝来することになった。
文禄4年（1595年）に主君・隆景が隠居するとその養子・小早川秀秋に仕えるが、慶長5年（1600年）の関ヶ原の戦い以前に毛利氏の家臣に復し、安芸国三原で堅田元慶と共に小早川氏家臣団の整理を担当している。
関ヶ原の戦いの後は、毛利氏に従って長門国大津郡三隅の地の領主となった。
慶長10年（1605年）12月14日、同年の五郎太石事件の後に毛利氏家臣団や有力寺社の総勢820名が連署して毛利氏への忠誠や様々な取り決めを記した連署起請文において、35番目に「福岡對馬守」と署名している。
元和2年（1616年）4月25日に死去。享年59。嫡男の就継が後を継いだ。